# Галактична сивіла Сью Блу
«Галактична сивіла Сью Блу» (англ. Galactic Sibyl Sue Blue) — науково-фантастичний детективний роман Розель Джордж Браун, надрукований 1966 року у твердій обкладинці видавництвом Doubleday Books. У 1968 році видавництво Berkley Books передрукувало роман у м'якій обкладинці. Німецький переклад «Die Plasmagötter» побачив світ у 1971 році.
«Сивіла Сью Блу», дебютний роман Розель Джордж Браун, також є першим з двох романів про однойменного персонажа, який описує «міжзоряні пригоди жорсткої жінки-копа та її доньки-підлітка». На початку роману Блу досліджує «чужорідний вірус, який спричинив самогубство», приводячи до конфронтації з «масовою рослинною свідомістю загрозливої планети, диктатором-ампірантом та колишнім чоловіком, який став частиною рослинного життя».

## Відгуки
Джудіт Мерріл зауважила, що головна героїня, далеко не безстатевий жанровий стереотип, натомість була «найкалястішою мамою з тих пір». Вона сприйняла «дико розважальний» роман відносно позитивно, дійшовши висновку, що «під усією піною, веселощами та розлюченими діями є суттєвіші коментарі щодо сучасного суспільства, ніж ви, мабуть, знайдете в півтора десятках смертельно серйозних соціальних романах». Kirkus Reviews також похвалив Блю як «масове божевілля останнього дня з достатньою кількістю нових поворотів, щоб заінтригувати розв'язку». П. Шуйлер Міллер порівняв героїню із «Модесті Блез», «старшою, з кращим розумом та кращою фігурою» і зробив висновок «сподіваюсь, ми [по]бачимо її більше».